# Lennart Rahm
Sven Lennart Rahm, född 5 juli 1918 i Bollnäs, död 26 maj 1976, var en svensk väg- och vattenbyggnadsingenjör.
Rahm, som var son till skolkassör Hans Rahm och Ida Rahm, avlade studentexamen i Malmö 1937, utexaminerades från Kungliga Tekniska högskolan 1942, blev teknologie licentiat 1950 och teknologie doktor 1953. Han var docent i hydraulik vid Kungliga Tekniska högskolan 1953–1960, konsulterande ingenjör vid Svenska Kraftkontoret AB/Allmänna ingenjörsbyrån från 1954 och professor i vattenbyggnad vid Chalmers tekniska högskola från 1960. Han skrev doktorsavhandlingen Flow problems with respect to intakes and tunnels of Swedish hydro-electric power plants (1953) och andra skrifter inom vattenbyggnad.